# 高资南站
高资南站，是沪宁城际铁路上的一个预留车站，位于镇江市高资镇南。